# De Noorden op Platt
De Noorden op Platt ist ein plattdeutsches Magazin des Norddeutschen Rundfunks.

## Inhalt
In der Sendung werden Berichte aus Niedersachsen, Hamburg, Schleswig-Holstein und Mecklenburg-Vorpommern gezeigt. Der Schwerpunkt liegt dabei auf Themen, die mit der plattdeutschen Sprache zu tun haben. Es werden beispielsweise Plattdeutsch im Radio, plattdeutsche Literatur und Plattdeutsch in der Schule behandelt, auch über den Wettbewerb Vertell doch mal wird berichtet. Neben Moderatorin Vanessa Kossen ist die Puppe Werner Momsen regelmäßiger Bestandteil. Sie fungiert als Reporter für einzelne Beiträge der Sendung.

## Veröffentlichung
Die erste Folge der Sendung wurde am 29. Mai 2022 im NDR Fernsehen ausgestrahlt. Die Erstausstrahlung neuer Ausgaben der Sendung erfolgte zunächst einmal im Monat sonntags, meist am letzten Sonntag des Monats. Seit Sommer 2024 erfolgt die Ausstrahlung am letzten Samstag des Monats.

## Produktion
Bei der Sendung handelt es sich um eine Gemeinschaftsproduktion der NDR-Landesfunkhäuser.